# Ali Abdullah Ayyoub

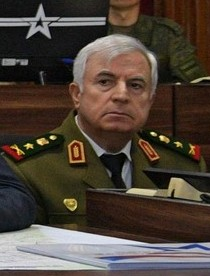
Ali Abdullah Ayyoub, 2020

Ali Abdullah Ayyoub (arabisch علي عبد الله أيوب, DMG ʿAlī ʿAbd Allāh Ayyūb; * 28. April 1952 in Latakia) ist ein General der syrischen Armee und war vom 1. Januar 2018 bis April 2022 Verteidigungsminister von Syrien.

## Militärkarriere
Ayyoub wurde 1973 zum Leutnant der Syrischen Armee ernannt. Im September 2011 wurde Ali Abdullah Ayyoub zum stellvertretenden Stabschef ernannt und übernahm die Rolle als leitender Stabschef im Juli 2012. Im Jahr 2018 ersetzte er Fahd Dschassim al-Freidsch in seiner Rolle als Verteidigungsminister.

## Rolle im syrischen Bürgerkrieg
Aufgrund seiner Rolle bei dem Kampf um das Gouvernement Idlib wurde Ayyoub durch das Außenministerium der Vereinigten Staaten am 17. März 2020 sanktioniert.

## Privatleben
Ali Abdullah Ayyoub ist verheiratet und hat drei Kinder. Er gehört der religiösen Minderheit der Alawiten an.

## Belege
1. ↑  Syria's Assad names new defense and other ministers: state TV. (reuters.com [abgerufen am 2. Februar 2020]).
2. 1 2 3  العماد علي عبد الله أيوب رئيس هيئة أركان الجيش والقوات المسلحة. mod.gov.sy, 7. Oktober 2016, archiviert vom Original am 2. Januar 2018; abgerufen am 2. Februar 2020.  Info: Der Archivlink wurde automatisch eingesetzt und noch nicht geprüft. Bitte prüfe Original- und Archivlink gemäß Anleitung und entferne dann diesen Hinweis.
3. ↑  https://tcf.org/content/report/can-assads-new-military-appointments-help-rebuild-his-regime/
4. 1 2  Al Jazeera: علي عبد الله أيوب. Abgerufen am 27. Juni 2020 (arabisch).
5. ↑  The State Department Imposes Sanctions on Individual Responsible for the Violence in Northern Syria. In: United States Department of State. Abgerufen am 27. Juni 2020 (amerikanisches Englisch).
6. ↑  Al Assad promotes top army commander in cabinet reshuffle. Abgerufen am 27. Juni 2020 (englisch).

| Personendaten    | Personendaten                                              |
| ---------------- | ---------------------------------------------------------- |
| NAME             | Ayyoub, Ali Abdullah                                       |
| ALTERNATIVNAMEN  | علي عبد الله أيوب (arabisch)                               |
| KURZBESCHREIBUNG | syrischer Militärgeneral, ehemaliger Verteidigungsminister |
| GEBURTSDATUM     | 28. April 1952                                             |
| GEBURTSORT       | Latakia                                                    |